# Fjällängsfältmätare
Fjällängsfältmätare (Perizoma minorata) är en fjärilsart som beskrevs av Treitschke 1828. Fjällängsfältmätare ingår i släktet Perizoma och familjen mätare. Arten är reproducerande i Sverige. Inga underarter finns listade i Catalogue of Life.